# Parti libéral-démocrate (Roumanie)
Pour les articles homonymes, voir Parti démocrate libéral, Parti libéral-démocrate et Parti démocrate.
Ne doit pas être confondu avec Parti démocrate-libéral (Roumanie).
Le Parti libéral démocrate (en roumain : Partidul Liberal Democrat, ou PLD) était un parti politique roumain, fondé en décembre 2006 d'une scission du Parti national libéral (PNL).

## Présentation
Il était dirigé par Theodor Stolojan, un ancien membre du PNL et était composé de leaders du PNL opposés à Călin Popescu-Tăriceanu. Leur souhait était également le rapprochement avec le Parti démocrate (PD).
En janvier 2008, le PLD fut absorbé par le PD qui prit le nom de Parti démocrate-libéral (PDL).